# Richard Sequens
MUDr. Richard Sequens, PhD. (* 21. ledna 1956, Plzeň) je český lékař-chirurg, vysokoškolský pedagog, politik-nestraník, v letech 2002 až 2008 byl senátorem za obvod Plzeň-město.

## Vzdělání a lékařská kariéra
Po gymnáziu v Plzni vystudoval v roce 1981 Lékařskou fakultu Univerzity Karlovy v Plzni. Po studiu nastoupil do Fakultní nemocnice v Plzni, kde působil až do roku 2002. V roce 1984 získal atestaci z chirurgie a v roce 1990 atestaci II. stupně. V letech 1992 až 2001 prošel odbornými stážemi ve Švýcarsku (Solothurn), Spojených státech (Cleveland Clinic Foundation) a Velké Británii (Birmingham, Oxford). Působil také jako vysokoškolský pedagog na Lékařské fakultě UK v Plzni. V letech 2002 až 2013 byl přednostou Centra chirurgické gastroenterologie Nemocnice Milosrdných sester sv. Karla Boromejského v Praze. Mezi lety 2014 a 2017 působil jako primář chirurgického oddělení Nemocnice Hořovice, od roku 2017 zastává funkci primáře chirurgie v Rokycanské nemocnici. Specializuje se na kolorektální chirurgii (chirurgie střev a konečníku).

## Politické aktivity
Nikdy nebyl členem žádné politické strany. V letech 1990 až 2002 byl členem zastupitelstva města Plzně. V roce 2002 byl s podporou US-DEU zvolen senátorem za obvod Plzeň-město, když v druhém kole jednoznačně porazil kandidáta ODS Zdeňka Proska. Od roku 2007 zastával v Senátu funkci předsedy Výboru pro zahraniční věci, obranu a bezpečnost. V počátkem roku 2008 byl jedním z 10 senátorů, kteří nominovali Jana Švejnara jako kandidáta pro volbu prezidenta.
V senátních volbách v říjnu 2008 se neúspěšně pokoušel obhájit mandát senátora coby nestraník na kandidátce Strany pro otevřenou společnost. Získal 24,44% hlasů a nepostoupil do druhého kola
Ve volbách 2010 neúspěšně kandidoval do senátu za obvod č. 7 – Plzeň-jih jako nestraník za Stranu zelených, když se ziskem 13,20 % hlasů obsadil 4. místo.
Ve volbách do Poslanecké sněmovny PČR v roce 2013 měl kandidovat v Plzeňském kraji jako lídr Strany zelených. Některým členům a podporovatelům strany však vadily jeho názory a tak se nakonec rozhodl, že kandidovat nebude.